# دستیار معاون فرمانده
دستیار معاون فرمانده یا فوکوچو جوکین رتبه‌ای در میبو روشی-گومی و شینسنگومی است. معمولاً، این رتبه پس از «رئیس» و «معاون رئیس» سومین رتبه است، اما از آنجایی که سمت‌هایی مانند «مدیر کل» نیز وجود داشته است، لزوماً نمی‌توان آن را سومین رتبه دانست. در امور داخلی، آنها دستیار دفتر و معاون رئیس هستند. در امور واحد، آنها رهبر دسته یک واحد هستند. بسته به سازمان، آنها رهبر گروه یا رهبر گروه می‌شوند.

## رهبران سابق واحد
رهبران در زمان سازماندهی در دسامبر ۱۸۶۴
- واحد اول: سوجی اوکیتا
- واحد دوم: ایتو کاشیتارو
- واحد سوم: گنزابورو اینواوئه
- واحد چهارم:  هاجیمه سایتو
- واحد پنجم: اوگاتا شونتارو
- واحد ششم: تاکدا کانریوسای
- واحد هفتم: ماتسوبارا تاداشی
- واحد هشتم: تانی سانجورو

رهبران در زمان سازماندهی در آوریل ۱۸۶۵
- واحد اول: سوجی اوکیتا
- واحد دوم: شینپاچی ناگاکورا
- واحد سوم: هاجیمه سایتو
- واحد چهارم: چوجی ماتسوبارا
- واحد پنجم: کانریوسای تاکدا
- واحد ششم: گنزابورو اینواوئه
- واحد هفتم: سانجورو تانی
- واحد هشتم: هیسوکه تودو
- واحد نهم: میکیسابورو سوزوکی
- واحد دهم: سانئوسوکه هارادا

در زمان تشکیل در دسامبر ۱۸۶۵
- لشکر اول: اوکیتا سوجی
- لشکر دوم: ناگاکورا شینپاچی
- لشکر سوم: سایتو هاجیمه
- لشکر چهارم: اینوئه گنسابورو
- لشکر پنجم: تانی سانجورو
- لشکر ششم بخش: تودو هیسوکه
- بخش هفتم: هارادا سانوسوکه